# San Pietro di Castello (Velence)

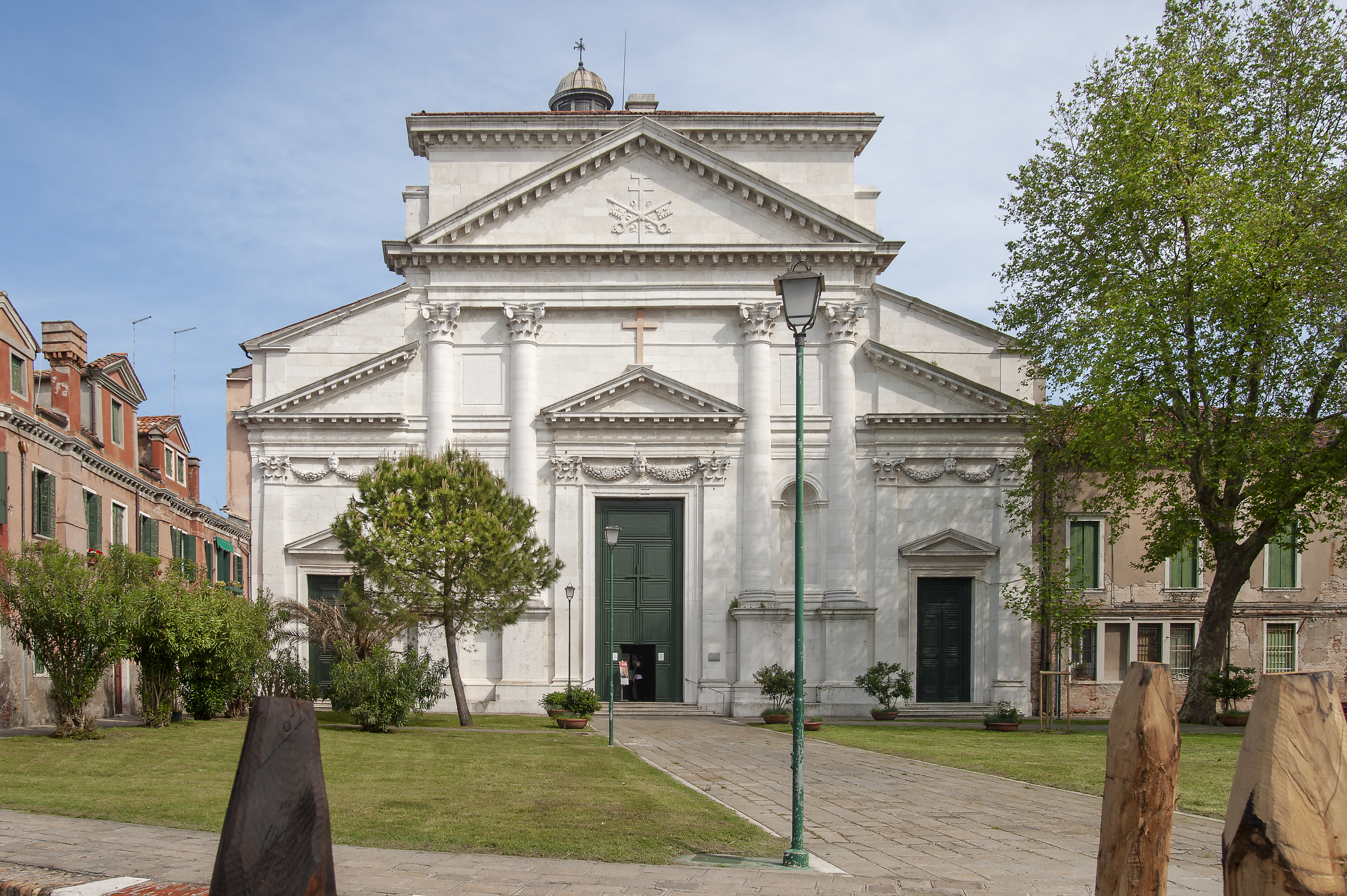
A templom homlokzata

A San Pietro di Castello (velenceiül Baxéłega de San Piero de Casteło) egy késő reneszánsz stílusú bazilika az olaszországi Velencében. Évszázadokon keresztül egészen 1807-ig a város székesegyháza volt. Az épület a Castello városhatodban a Castello, korábbi nevén Olivolo szigeten áll, ahol az „olivolo” a területen korábban termesztett olívabogyóra, a „castello” pedig egy, a várost védő erődre utal, amelyet Pietro Tribuno dózse uralkodása alatt építettek.

## Története

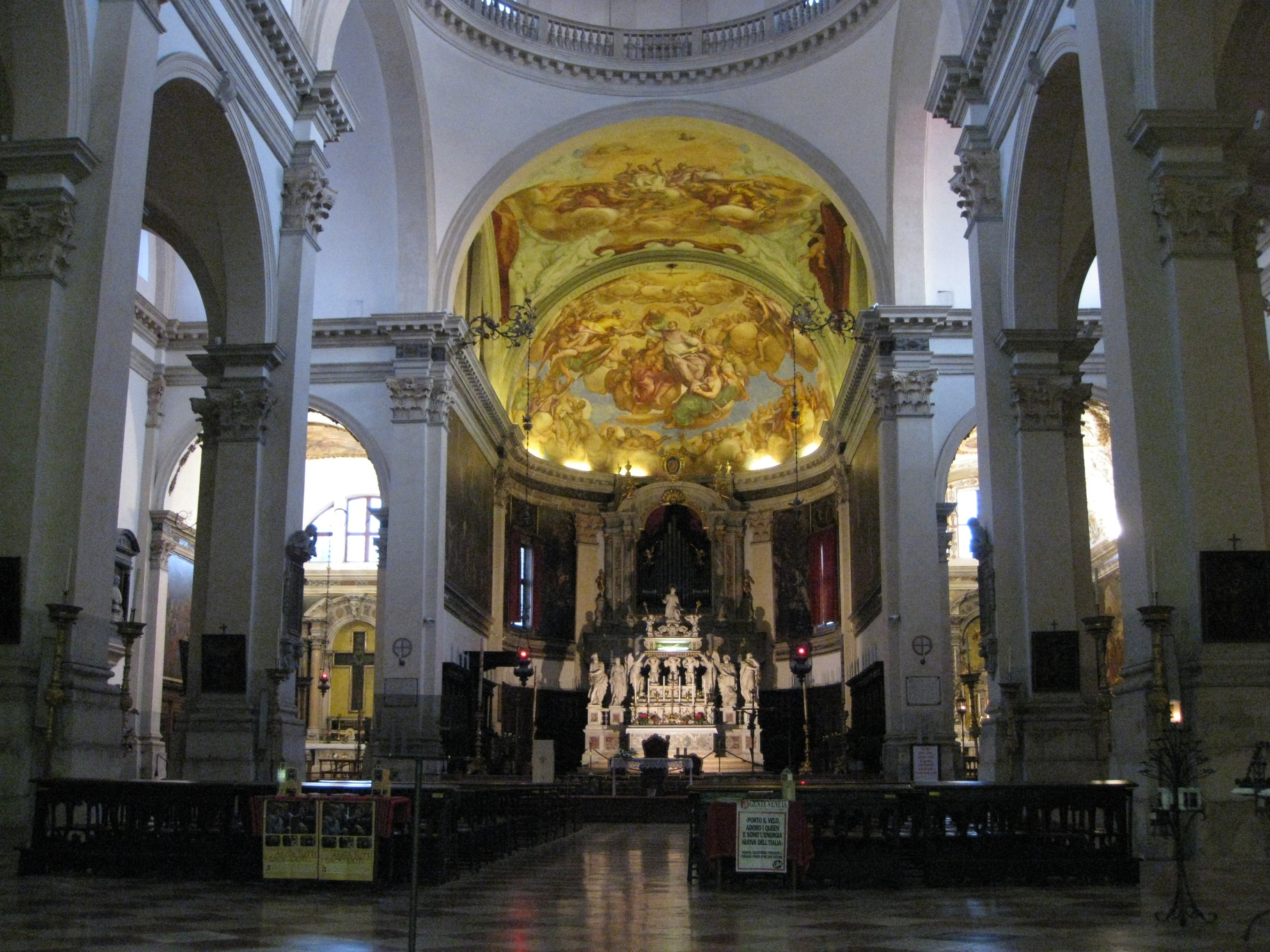
A templom belseje

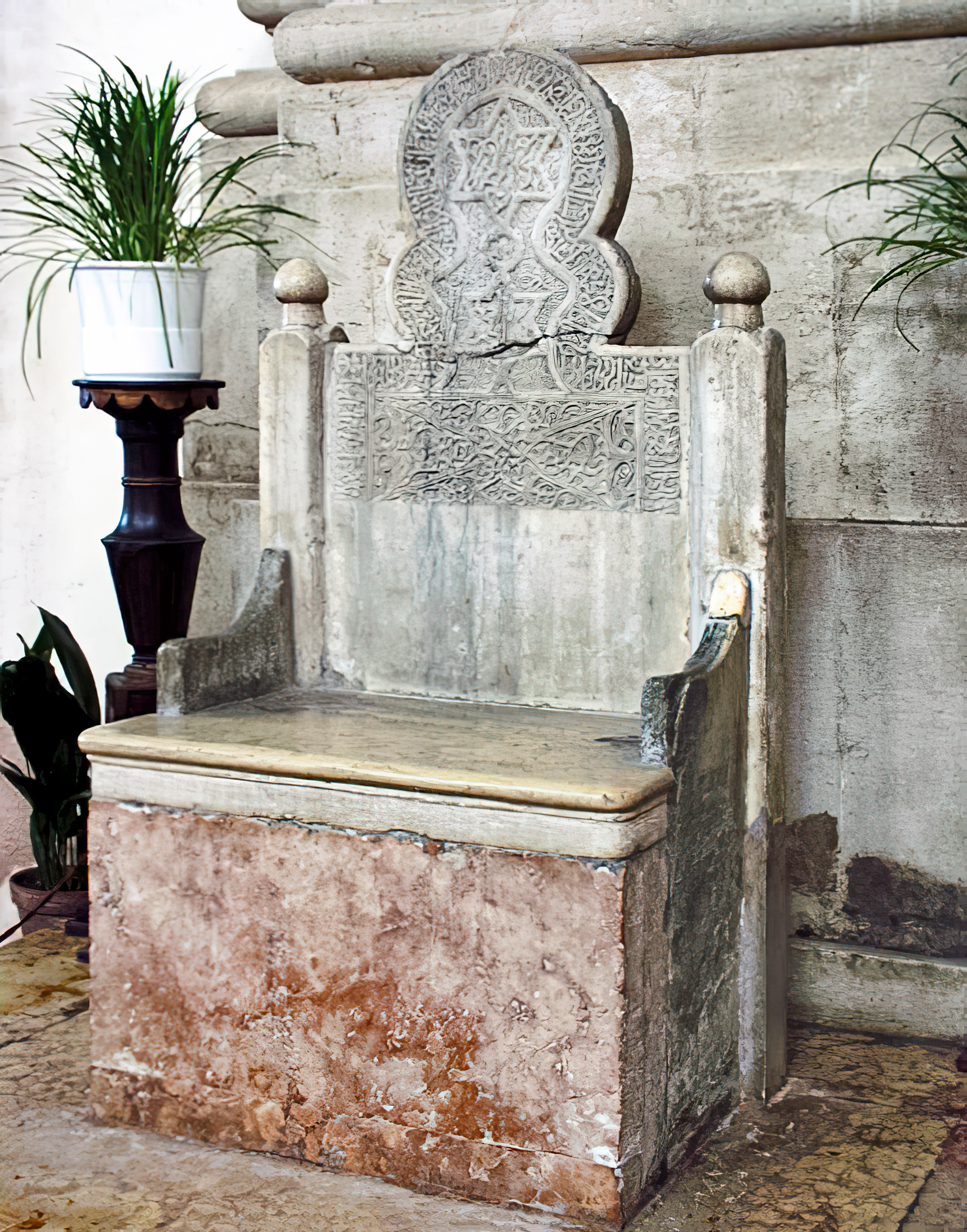
Antiokhiai Szent Péter trónusa

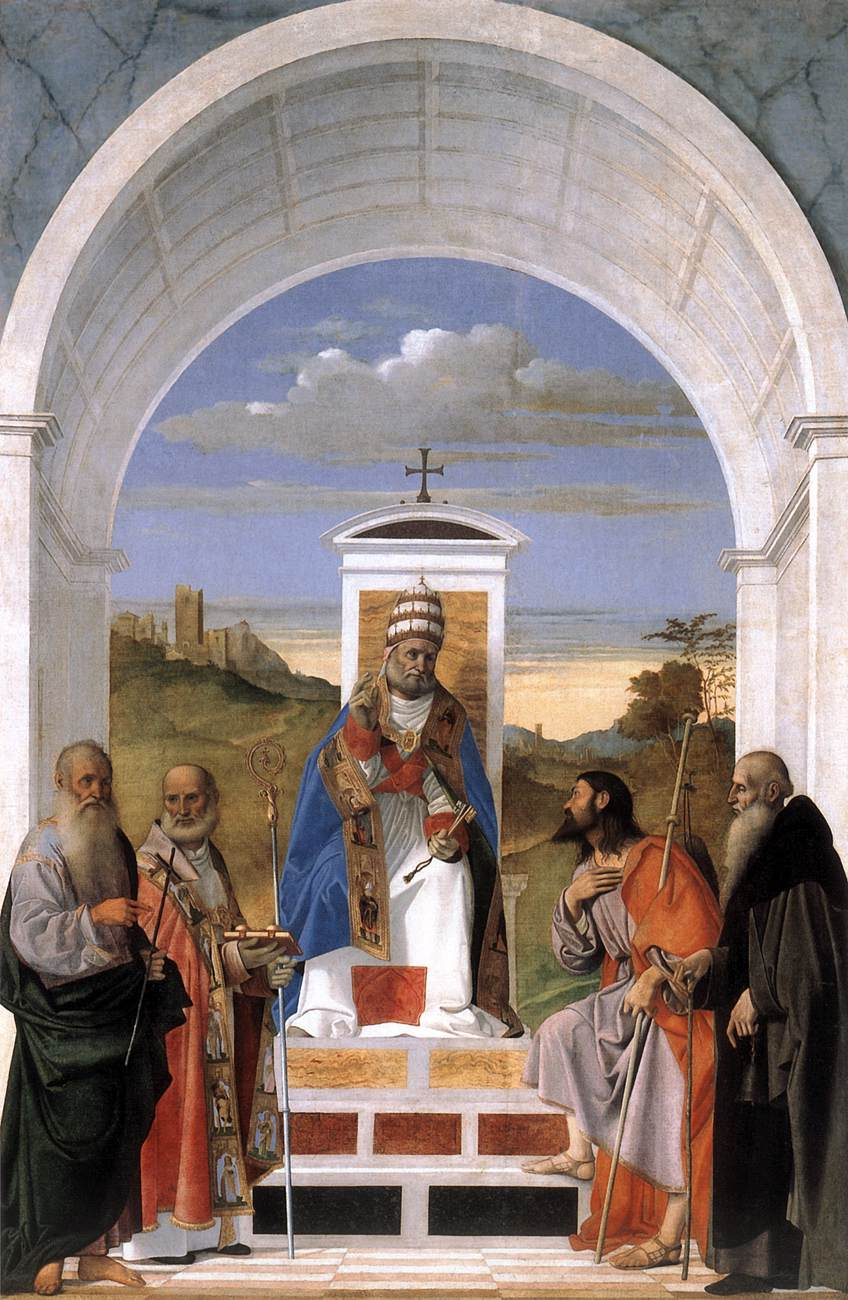
Szent Péter, Jacopo Bassani festménye

A jelenlegi épület helyén a 7. században egy Szent Sergiusnak szentelt templom állt, amelyet lebontottak, majd 841-ben a helyére építették a mai is látható Szent Péter templomot. Évszázadokon keresztül a püspök székhelye volt, majd 1451-től, amikor V. Miklós pápa Lorenzo Giustinianit kinevezte Grado pátriárkájának, a patriárkátus központja lett. Székesegyház rangját egészen 1807-ig megtartotta, amikor a Szent Márk-bazilika, (amely addig a doge különleges kápolnájaként funkcionált) vette át a szerepét. A San Pietro - bár nem volt többé a pátriárka temploma - megőrizte basilica minor rangját. A templomot az évszázadok során többször átalakították és bővítették, ezenkívül a tűzvészek miatt többször komoly károkat szenvedett. Az eredeti épületből napjainkra semmi nem maradt, jelenleg látható formája a 16. századból való. Vincenzo Diedo pátriárka 1556-ban Andrea Palladiót bízta meg a templom átalakításával, majd a művész halála után az építkezést, az eredeti tervektől kissé eltérve tanítványai, Francesco Smeraldi és Giovanni Girolamo Grapiglia fejezték be.

## A templom külseje és a harangtorony
Az egyszerű, majdnem dísztelen homlokzat kialakítása hasonlít Palladio korábbi műveire, például a szintén Velencében épített Il Redentore homlokzatára. Az isztriai márvánnyal borított homlokzat egyszintes, a három bejáratot korinthoszi oszloppárok választják el egymástól. A harangtornyot a templomtól viszonylag távol építették Mauro Codussi tervei alapján 1482 és 1488 között, Velencében egyedülálló módon teljes egészében fehér isztriai kőből.

## A templom belseje
A templom belseje keresztboltozattal fedett háromhajós, kereszthajó nélküli tér. A nagyméretű kupolát négy vaskos, korinthoszi oszlopokon álló ív tartja. A széles főhajó egy hosszú, félkupolával borított szentélyben végződik. A templom bal oldalán a 15. században alakították ki a Lando kápolnát, majd később a 17. században Francesco Vendramin bíboros megrendelésére a Vendramin kápolnát.

### Főkápolna
A főkápolna falánál körben állították fel a Sant'Andrea della Certosa templomból átszállított kórusüléseket és a patriarcha monumentális trónszékét, Andrea Sansovino 16. századból való munkáit. A főoltár 1649-ben készült, Clemente Moli műve Baldassare Longhena tervei alapján. Az oltáron hat puttó és két angyal tart egy üvegfalú urnát, amelyben Szent Lorenzo Giustiniani testét őrzik. A szent arcát ezüstmaszkkal takarták le, kezére szintén ezüstből készült kesztyűt húztak. A főoltár mögött egy kisebb oltárt állítottak fel, mellette három pátriárka, középen Giovanni Tiepolo, balra Alvise Foscari, jobbra Alvise Sagredo síremléke látható. Az orgonát 1754-ben Pietro Nacchini készítette, az orgona alá temették el Boldog Giuliana Giustinianit, Lorenzo unokáját. A főoltár fölötti freskó a Szent Lorenzo Giustiniani megdicsőülése Gerolamo Pellegrini műve a 17. század második feléből. Az oldalfalakon Antoni Bellucci (Nicolò Contarini dózse a szent közbenjárását kéri az 1630-as pestisjárvány idején), Gregorio Lazzarini (A szent alamizsnát oszt a szegényeknek), Giovanni Segala (A szent halála), Domenico Ghislandi (Egy apáca szentáldozása), Daniele Heinz (Csoda a karácsonyi misén), és Antonio Molinari (A szent kiűzi az ördögöt egy megszállottból) festményei a 17. század végéről és a 18. század elejéről.

### Szent Kereszt kápolna
Az oltáron lévő urnában őrzik Alexandriai Szent János ereklyéit. Fölötte bronz foglalatban egy 14. századi Bizáncból származó keresztet helyeztek el. A kápolna oldalfalain Giovanni Solimena vagy Solima négy vászonképe (A kereszt megtalálása, A kereszt felállítása, János evangélista és Mária Magdolna) kapott helyet.

### Vendramin kápolna
A kápolnát Francesco Vendramin tiszteletére építették. Az oltárt Michele Fabris, más néven Michele Ongaro készítette Baldassare Longhena rajzai alapján. A kápolna oldalfalait fehér márvánnyal borították, a felállított nyolc szobor Vendramin bíboros erényeit szimbolizálja. Az oltárkép a Madonna a Gyermekkel a 17. századból származik és egyike Luca Giordano legszebb alkotásainak.

### Lando vagy Mindenszentek kápolna
A kápolnát Marco Lando püspök megrendelésére építették 1425-ben gótikus stílusban. Figyelemre méltó az oltár predelláján található, 2. századi római mozaikdíszítés. Az oltáron A. Zuccato mozaikja valószínűleg Tintoretto rajzai alapján készült. A fal mellett felállított két oszlop oszlopfője velencei-bizánci stílusú.

### Jobb oldalhajó
- barokk stílusú, márványból készült Krisztus a kereszten szobor Jacopo Spada vagy Orazio Marinelli műve a 16. század végéről vagy a 17. század elejéről.
- Tizianello Tiziano unokájának egy képe
- Mária a Gyermekkel ikon a 13. századból
- Antiókhiai Szent Péter trónusa, a bizánci császár, IX. Mihály bizánci császár ajándéka a Pietro Gradenigo dózsénak. A trónszék több márványdarabból áll, háttámlája eredetileg egy muzulmán halotti sztélé volt, rajta idézetekkel a Koránból.
- Jacopo Bassani festménye a 15. századból, Szent Péter, mellette Szent Miklós, Szent András, Szent Jakab és Szent Antal.
- Francesco Ruschi 17. századi képe Madonna a szentekkel

### Bal oldalhajó
- a Szeplőtelen Szűz oltára, a Napóleon idején megszüntetett Corpus Domini templomból. Az oltáron lévő szobor Morlaiter munkája a 18. századból.
- Szent Antal oltára, amelyen a szent egy modern szobra áll, egyszínű aranymozaik háttér előtt.
- János evangélista oltárán Padovanino oltárképe a 17. század első feléből.